# كيم نيلسون (رسام)
كيم نيلسون (بالإنجليزية: Kim Nelson)‏ هو رسام أسترالي، ولد في 7 مارس 1958 في Kiama, New South Wales ‏ في أستراليا، وتوفي في 12 أغسطس 2015.